# Aconias concavopropodeonus
Aconias concavopropodeonus är en stekelart som först beskrevs av Tohru Uchida 1952.  Aconias concavopropodeonus ingår i släktet Aconias och familjen brokparasitsteklar. Inga underarter finns listade i Catalogue of Life.